# Dalli-Rajhara
Dalli-Rajhara é uma cidade e um município no distrito de Durg, no estado indiano de Chhattisgarh.

## Demografia
Segundo o censo de 2001, Dalli-Rajhara tinha uma população de 50 615 habitantes. Os indivíduos do sexo masculino constituem 52% da população e os do sexo feminino 48%. Dalli-Rajhara tem uma taxa de literacia de 68%, superior à média nacional de 59,5%: a literacia no sexo masculino é de 77% e no sexo feminino é de 58%. Em Dalli-Rajhara, 14% da população está abaixo dos 6 anos de idade.